# Zamek w Torres Vedras
Zamek w Torres Vedras (port: Castelo de Torres Vedras) – średniowieczny zamek w miejscowości Torres Vedras, w regionie Estremadura (Dystrykt Lizbona), w Portugalii. 
Zamek znajduje się na szczycie wzgórza, które dominuje nad miejscowością, w otoczeniu zabudowy miejskiej i lasu.
Budynek jest klasyfikowany jako Pomnik Narodowy od 1957. 